# Platja d'El Murallón
La Platja del Murallón situada en el concejo de Tàpia de Casariego, forma part de la Costa Occidental d'Astúries i presenta vegetació a la platja, així com protecció mediambiental per estar catalogada com ZEPA i LIC.

## Descripció
Es tracta d'una petita platja de forma gairebé quadrada i sorres de gra fi i daurat que se situa al sud de la coneguda Platja Gran, espaiós arenal amb el qual limita.
Presenta bastants serveis (lavabos, dutxes, establiments de begudes i menjar....) i la seva proximitat a la de la Gran, li fa poder fer ús dels serveis d'aquesta, com en el cas d'aparcament per a cotxes.